# (74233) 1998 SU35
(74233) 1998 SU35 – planetoida z pasa głównego asteroid okrążająca Słońce w ciągu 4,15 lat w średniej odległości 2,58 j.a. Odkryta 24 września 1998 roku.